# سیارک ۱۹۴۴۴
سیارک ۱۹۴۴۴ (به انگلیسی: 19444 Addicott، نامگذاری:1998FT109) نوزده هزار و چهارصد و چهل و چهارمین سیارک کشف شده‌است که در ۳۱ مارس ۱۹۹۸ کشف شد.
قدر مطلق سیارک برابر ۱۴٫۲ است.